# Романюк Михайло Васильович
Михайло Васильович Романюк (нар. 18 листопада 1976, м. Броди) — український історик. Кандидат історичних наук.

## Життєпис
Михайло Романюк народився 18 листопада 1976 року у місті Броди.
1994 року закінчив Бродівську СЗОШ № 1, а 1999 року — історичний факультет Львівського національного університету імені Івана Франка.
Працював: учитель історії та основ правознавства Бродівської гімназії (1998–1999); вчитель історії у Львівській СЗОШ № 91 (1999—2005); молодший науковий співробітник (2005—2015), науковий співробітник (2016), старший науковий співробітник (2017—2018), в. о. завідувача відділу новітньої історії (2018—2019), завідувач відділу новітньої історії (від 2019) Інституту українознавства ім. І. Крип'якевича НАН України; викладач кафедри олімпійської освіти Львівського державного університету фізичної культури імені Івана Боберського (2016—2017).
Співзасновник та науковий співробітник Центру досліджень визвольного руху у Львові (2002–2007); співзасновник та директор Центру незалежних історичних студій у Львові (від 2009 р.); заступник голови Львівської регіональної комісії з реабілітації (від 2019 р.); член Львівської обласної редакційної колегії науково-документального видання «Реабілітовані історією» (від 2019 р.); головний редактор видавництва «Літопис УПА» (від 2020 р.); член редакційних колегій наукових збірників «Український визвольний рух» (Львів, 2003–2007), «Україна: культурна спадщина, національна свідомість, державність» (Львів, від 2012 р.), «Новітня доба» (Львів, від 2017); керівник проекту дослідження історії Світової ліги українських політичних в'язнів (спільно з СЛУПВ — м. Нью-Йорк, США, від 2017 р.); промоутер та координатор проекту «Лицарі ОУН та УПА» (від 2017 р.).

## Доробок
2015 року захистив кандидатську дисертацію на тему «Золочівська округа ОУН у національно-визвольному русі» (1937—1953)».
Напрями наукових досліджень: історія українського визвольного руху середини ХХ століття, структура УПА та збройного підпілля ОУН, зокрема, Львівського краю ОУН, діяльність репресивно-каральних органів радянської влади та форми і методи придушення націоналістичного підпілля, історична біографістика та нагородна система УПА.
Автор понад 100 наукових, науково-популярних праць.

## Найважливіші друковані праці
- Федун Петро-«Полтава». Концепція Самостійної України. Том 1. Твори / упоряд. і відп. ред. М. В. Романюк; Інститут українознавства імені І. Крип'якевича НАН України; Галузевий державний архів Служби безпеки України. — Львів, 2008. — 720 с.;

- Федун Петро-«Полтава». Концепція Самостійної України. Том 2. Документи і матеріали / упоряд. і відп. ред. М. В. Романюк; Інститут українознавства імені І. Крип'якевича НАН України; Центр незалежних історичних студій. — Львів, 2013. — 896 с.;

- Романюк М. Петро Федун–«Полтава». — провідний ідеолог ОУН та УПА. — Львів–Торонто: Видавництво «Літопис УПА», 2009. — 128 с.;

- Літопис УПА. Нова серія. Т. 23: Золочівська округа ОУН: Документи і матеріали референтури СБ. 1944–1951 / упоряд. Михайло Романюк. — Київ; Торонто, 2013. — 1320 с.;

- Літопис УПА. Нова серія. Т. 24: Золочівська округа ОУН: Організаційні документи. 1941–1952 / упоряд. Михайло Романюк. — Київ; Торонто, 2014. — 1400 с.;

- Реабілітовані історією. У двадцяти семи томах. Львівська область. Книга друга: м. Борислав, Бродівський район / упоряд. Савчак В. М., Бегляров Г. Л., Герасимчук О. Д., Іванова К. І., Ільницький В. І., Микита І. М., Романюк М. В. — Львів: Астролябія, 2014. — 768 с.;

- Романюк М. Золочівська округа ОУН у національно-визвольному русі (1937–1953): монографія / Інститут українознавства імені І. Крип'якевича НАН України; Центр незалежних історичних студій. — Львів, 2016. — 608 с.;

- Літопис УПА. Нова серія. Т. 27: Боротьба проти повстанського руху і націоналістичного підпілля: протоколи допитів заарештованих радянськими органами державної безпеки керівників ОУН і УПА. 1949–1956. — Кн. 3 / упоряд. Михайло Романюк. — Київ; Торонто, 2017. — 736 с.;

- Слово політв’язня: періодичні видання Ліги українських політичних в’язнів 1946–1947 рр. / упоряд. і відп. ред. М. Романюк; НАН України, Інститут українознавства ім. І. Крип’якевича. — Львів, 2019. — 584 с.

- Українські націоналісти в боротьбі проти нацизму: збройне протистояння, спротив у німецьких тюрмах і концтаборах, діяльність на еміграції. Документи та матеріали / упоряд. і відп. ред. М. Романюк; НАН України, Інститут українознавства ім. І. Крип’якевича. — Львів, 2020. — 904 с.

## Нагороди
- Подяка Голови Львівської обласної ради за вагомий особистий внесок у становлення й утвердження незалежної України (2012);

- Лауреат Премії імені Героя України Степана Бандери в номінації «Науково-навчальна національна державотворча діяльність» (2017);

- Премія Літературно-наукового фонду Воляників-Швабінських Фундації Українського вільного університету в Нью-Йорку (2017).